# Batalla de Anfípolis
La batalla de Anfípolis fue disputada en 422 a. C. durante la guerra arquidámica (primera fase de la guerra del Peloponeso) entre Atenas y Esparta. Fue la culminación de los acontecimientos que comenzaron en 424 a. C. con la captura de Anfípolis por los espartanos.

## Captura de Anfípolis, 424-423a.C.
En el invierno de 424-423, el general espartano Brásidas tomó 
Ἀμφίπολις (Anfipolis), una colonia ateniense junto al río Estrimón. Brásidas movilizó sus tropas por la noche, a marcha forzada hasta el muro de Anfípolis, sorprendiendo a sus habitantes.
La ciudad era defendida por el ateniense Eucles, quien pidió ayuda a Tucídides, que estaba estacionado en Tasos con siete trirremes atenienses.

Para capturar la ciudad antes de que llegara Tucídides, el espartano Brásidas ofreció dejar, a todos los que desearan quedarse a guardar su propiedad, y ofreció el paso franco a aquellos que quisieran partir. Anfípolis se rindió, con esas ventajosas condiciones, a pesar de las protestas de Eucles.

Tucídides llegó al cercano puerto de Ἠϊών (Eyón) en la noche del mismo día que la ciudad de Anfípolis se rindió, y lo defendió evitando su caída, con la ayuda de aquellos atenienses que permanecieron.

Mientras tanto, Brásidas comenzó alianzas con ciudades tracias, con Pérdicas de Macedonia, y atacó otras ciudades de la región, como Torone. Los atenienses temieron que sus otros aliados capitularan rápidamente, como los anfipolitanos, si Brásidas les ofrecía términos favorables de paz.
Tucídides, que relató la captura de Anfípolis en su Historia de la guerra del Peloponeso, es con frecuencia considerado parcial o enteramente responsable de la caída de Anfípolis. Algunos han visto sus acciones como grave negligencia, aunque afirmó que fue incapaz de llegar a tiempo para salvar la ciudad. Fue llamado a Atenas donde fue juzgado y exiliado.

## Armisticio del 423a.C.

Macedonia. Los límites entre las ciudades-estado en líneas rojas fragmentadas.

En respuesta a la caída de la ciudad, Atenas y Esparta firmaron un armisticio. Atenas tenía la esperanza de que podría fortificar más ciudades en preparación de futuros ataques de Brásidas, y los espartanos tenían la esperanza de que Atenas al fin devolvería los prisioneros tomados en la batalla de Esfacteria a principios de 424. Según los términos de la tregua, «se propuso que cada bando permanecería en su propio territorio, ocupando las tierras que ahora ocupaban... El armisticio será de un año y comenzará en el día de hoy, el catorce del mes de elafebolión».
Mientras las negociaciones estaban en marcha, Brásidas capturó Escione y se negó a devolverla cuando las noticias del tratado llegaron. El líder ateniense Cleón envió una fuerza para recuperarla, a pesar del tratado.

## Batalla de Anfípolis, 422a.C.
Cuando el armisticio terminó en 422, Cleón el ateniense llegó a Tracia con una fuerza de 30 barcos, 1200 hoplitas, y 300 jinetes, con muchas otras tropas de aliados de Atenas. Recuperó Torone y Escione; en Escione, el comandante espartano Pasitélidas fue capturado.

El teatro de operaciones de la batalla, abarcó el territorio completo de la ciudad-estado de Anfípolis y además el territorio de la limítrofe Argilo. 
Cleón el ateniense ocupó su posición en Eyón, el puerto del golfo estriménico del Egeo, distante cinco kilómetros al sur de Anfípolis, en la desembocadura de río Estrimón.

Mientras tanto, el general espartano Brásidas ocupó su posición en Cerdylio (un asentamiento al otro lado del río, perteneciente a la ciudad-estado limítrofe de Argylo). Esta ciudad antes tributaria de Atenas, se había unido a  Brásidas contra Anfípolis, colonia de los atenienses, en el 424 a. C.

Brásidas tenía unos 2000 hoplitas y unos 300 soldados de caballería, más algunas tropas de Anfípolis, pero no sentía que pudiera derrotar a Cleón en una batalla campal. Fuentes modernas calculan que Brásidas compuso un ejército de 1700 hombres de a pie, con la única fuerza de setecientos
hilotas y además mercenarios.
El general Brásidas entonces regresó tras los muros de Anfípolis, y Cleón se trasladó hacia esta ciudad para la preparación de la batalla. 

Cuando Brásidas no salió de la ciudad amurallada, Cleón supuso que no habría ataque, y empezó a regresar con sus soldados a su posición en el puerto de Eyón.
En este punto, Brásidas salió de Anfípolis y cargó contra las desorganizadas tropas atenienses que se retiraban. 

En la debacle que siguió, Brásidas fue herido de muerte, aunque los atenienses no se dieron cuenta de ello. Cleón murió también cuando fue atacado por el comandante espartano Cleáridas. El ejército ateniense entero huyó a Eyón, aunque aproximadamente 600 de sus integrantes fueron muertos antes de que alcanzaran el puerto. Según Tucídides solamente siete espartanos murieron.

Existe registro que Sócrates el filósofo ateniense, también intervino bastante mayor con 50 años, en esta famosa batalla.

## Resultados
Brásidas vivió lo suficiente para enterarse de su victoria y fue enterrado en Anfípolis. Los anfipolitanos lo recordarían como fundador honorífico de la ciudad. 

Como resultado de la batalla de Anfípolis, los espartanos retuvieron la ciudad que habían capturado dos años antes en el 424 a. C.. Brásidas logró arrebatar 
la ciudad más importante para Atenas en el norte de Grecia y poner en una situación comprometida la estabilidad de la que disfrutaban los territorios de la zona.

Esparta comenzaría una política militar de carácter más rupturista y expansionista, que se impondría a partir de la victoria en Anfípolis.

Esparta concedió la libertad a todos aquellos que participaron junto a Brásidas ( Brasideioi); con  este mecanismo de promoción social, los hilotas (esclavos) vieron en el ejército un medio para escapar de su existencia miserable.

Tras la batalla, ni atenienses ni espartanos quisieron continuar la guerra, y en 421 a. C. se firmó la Paz de Nicias, aunque este tratado finalmente también fue quebrantado.
A causa de su fracaso en el auxilio de Anfípolis, el ateniense Tucídides fue condenado al exilio.